# Oblast autonome de l'Union soviétique
Les Oblasts autonomes de l'Union soviétique sont des unités administratives pour un certain nombre de petits pays, qui ont reçu l'autonomie dans les républiques de l'Union soviétique.

## République socialiste soviétique d'Azerbaïdjan
- Oblast autonome du Haut-Karabagh (maintenant Haut-Karabagh)

## République socialiste soviétique de Biélorussie
- Dzierzynszczyzna (1932-1935; oblast autonome polonais)

## République socialiste soviétique de Géorgie
- Oblast autonome d'Ossétie du Sud (maintenant Ossétie du Sud)

## République socialiste fédérative soviétique de Russie
Bien que la Constitution de 1978 de la RSFSR a précisé que les oblasts autonomes sont subordonnées aux kraïs, cette clause a été supprimée le 15 décembre 1990, quand il a été précisé que les oblasts autonomes devaient être directement subordonnées à la RSFS russe. En juin 1991, cinq oblasts autonomes existent au sein de la RSFSR, dont quatre ont été élevées au rang de République le 3 juillet 1991 :
- Oblast autonome adyguéen (maintenant Adyguée)
- Oblast autonome du Haut-Altaï(maintenant République de l'Altaï)
- Oblast autonome juif (n'a pas changé)
- Oblast autonome des Karatchaïs-Tcherkesses (maintenant Karatchaïévo-Tcherkessie)
- Oblast autonome khakasse (maintenant Khakassie)

Autres oblasts autonomes datant de l'ère soviétique :
- Oblast autonome tchétchène (1922-1936 ; maintenant Tchétchénie)
- Oblast autonome tchétchène-ingouche (1944-1957 ; fusionnés dans la République socialiste soviétique autonome de Tchétchénie-Ingouchie)
- Oblast autonome tcherkesse (Oblast national tcherkesse 1926-1928 ; Oblast autonome tcherkesse 1928-1957 ; plus tard fusionné dans l'Oblast autonome des Karatchaïs-Tcherkesses)
- Oblast autonome tchouvache (1920-1925 ; maintenant Tchouvachie)
- Oblast autonome ingouche (1924-1936 ; maintenant Ingouchie)
- Oblast autonome de Kabardino-Balkarie (1921-1936 ; maintenant Kabardino-Balkarie)
- Oblast autonome kalmouk (1920-1935 ; maintenant Kalmoukie)
- Oblast autonome kara-kirghiz (1924-1926 ; renommé Oblast autonome kyrgyz en 1924, et devient une république autonome (République socialiste soviétique autonome Kirghize), et devenu une république en 1936 (République socialiste soviétique kirghize), et maintenant devenu un État indépendant (Kirghizistan)
- Oblast autonome des Komis-Zyriènes (1922-1929 ; maintenant République des Komis)
- Oblast autonome des Maris (1920-1936 ; maintenant République des Maris)
- Oblast autonome d'Ossétie du Nord (1924-1936 ; maintenant Ossétie-du-Nord-Alanie)
- Oblast autonome de Touva (1944-1961 ; maintenant Touva)
- Oblast autonome oudmourte (1920-1934 ; maintenant Oudmourtie)

## République socialiste soviétique d'Ouzbékistan
- Oblast autonome karakalpak (1925-1932 ; maintenant Karakalpakstan)

## République socialiste soviétique du Tadjikistan
- Oblast autonome du Haut-Badakhchan (maintenant Haut-Badakhchan)

## République socialiste soviétique d'Ukraine
- Marchlewszczyzna (1926-1935 ; Oblast autonome polonais)
- Oblast autonome moldave (1924 ; devient une république autonome (République autonome socialiste soviétique moldave Quelques mois seulement après sa formation elle devient une république socialiste soviétique (République socialiste soviétique de Moldavie, devenu maintenant la Moldavie)